# Diplotoxa
Diplotoxa là một chi ruồi trong họ Chloropidae.